# 馬以懋
馬以懋，陕西人，清朝政治人物。举人出身。
顺治十三年（1656年），擔任清朝廣州府新安縣知縣。后由張鵬彩接任。